# Västra Abborrtjärnen (Fryksände socken, Värmland)
Västra Abborrtjärnen är en sjö i Torsby kommun i Värmland och ingår i Göta älvs huvudavrinningsområde. Sjön har en area på 0,0646 kvadratkilometer och ligger 122,7 meter över havet.

## Delavrinningsområde
Västra Abborrtjärnen ingår i det delavrinningsområde (668178-133791) som SMHI kallar för Utloppet av Flaten. Medelhöjden är 123 meter över havet och ytan är 6,93 kvadratkilometer. Räknas de 39 avrinningsområdena uppströms in blir den ackumulerade arean 714,83 kvadratkilometer. Röjdan som avvattnar avrinningsområdet har biflödesordning 3, vilket innebär att vattnet flödar genom totalt 3 vattendrag innan det når havet efter 368 kilometer. Avrinningsområdet består mestadels av skog (61 procent) och öppen mark (11 procent). Avrinningsområdet har 1,02 kvadratkilometer vattenytor vilket ger det en sjöprocent på 14,7 procent.